# Syllitus beltrani
Syllitus beltrani là một loài bọ cánh cứng trong họ Cerambycidae.